# Let's do it, Ukraine!
«Let's do it, Ukraine»  (Громадська організація «Всеукраїнський молодіжний рух «Лец ду іт Юкрейн») — український екологічний рух, частина всесвітнього руху «Let's Do It World», що об'єднує понад 60 мільйонів людей в 191 країні, які щорічно в третю суботу вересня виходять на Всесвітній день прибирання «World Cleanup Day» у своїй країні. Організовує наймасовіші прибирання в Україні з 2015 року, такі як «Зробимо Україну чистою разом!» та Всесвітній день прибирання "World Cleanup Day", а також всеукраїнські проєкти: "Чисті пляжі разом!", Цифрове прибирання "Digital Cleanup", "Національна мапа пунктів прийому вторинної сировини", "Всеукраїнський формум взаємодії та розвитку" та інші. Основна мета  — виховувати у громадян дбайливе ставлення до довкілля, зменшити негативний вплив людини на навколишнє середовище. Діє у 24 областях України. З моменту заснування рух «Let's do it, Ukraine» в своїх проєктах об'єднав  понад 3 млн екологічно відповідальних громадян нашої країни.

## Історія
У акції «Зробимо Україну чистою разом!»-2015, що відбулася 25 квітня 2015 року, взяли участь близько 500 тисяч українців.
Партнерами «Зробимо Україну чистою разом!» були Radisson Blue Hotel, Shell, Web-promo, МТС Україна, ОККО, Нова пошта, Тетра Пак, OLX та ін., участь взяли такі організації як Асоціація міст України, AIESEC, Пласт тощо, підтримку надали Міністерство екології та природних ресурсів України та інші державні структури.
У 2015 році до акції долучились публічні люди: Руслана, Валерій Харчишин, Олег Собчук,
 Скрипка,
Наталка Карпа, Марія Бурмака, Ольга Сумська,

Фагот, Каша Сальцова, Марина Порошенко

 та інші. Було зібрано 1790 тонн сміття, з яких 35 % було відправлено на вторинне перероблювання. Подію висвітлювали телеканали України: ICTV,
24,
112,
Новий канал,
UA Перший,
Espresso.TV.
В акції беруть участь комерційні та некомерційні організації, компанії та державні установи, співробітники яких приєднуються до акції на рівні корпоративної соціальної відповідальності, засоби масової інформації, селебриті та пересічні громадяни. У 2017 році ГО «Let's do it, Ukraine» понад 1 100 000 учасників та 4760 локацій по всій території країни. У 2018 році до акції в Україні долучилась Президент Естонії — Керсті Кальюлайд.
Міжнародна громадська організація «Let's Do It World» є одним акредитованим партнером програми по навколишньому середовищі в ООН. У 2018 році організацію Let's Do It! World нагороджено премією Громадянина Європи від Європейського парламенту.

## Громадська організація
У 2015 році було створено громадську організацію з офіційною назвою «Let's do it, Ukraine» та ідентифікаційним кодом 39605269. Нова організація проводить акцію «Зробимо Україну чистою разом!» і послуговується назвою «Let's do it, Ukraine».
Має дозвіл від міжнародної організації «Let's Do It Foundation», що базується в Естонії, на використання логотипу. У 2015 р. ГО «Let's Do It, Ukraine» стала її представником, і також взяла участь в міжнародній щорічній конференції Clean World Conference 2015.
У березні 2015 року «Let's Do It, Ukraine» ініціювала круглий стіл на тему «Об'єднання державного сектора, громадськості та бізнесу з метою розв'язання екологічних проблем України».

## Акції
«Зробимо Україну чистою разом!» — щорічна весняна одноденна всеукраїнська соціально-екологічна акція з прибирання та доброустрою засмічених зелених зон та місць громадського відпочинку. У рамках акції відбувається толока з прибирання, а також Всеукраїнський екологічний фестиваль чистоти, під час якого проходять велопробіги, екоквести, перегляд «зелених» фільмів, висадження дерев та квітів, доброустрій майданчиків, екофоруми, майстер-класи, польові кухні та змагання на найбільшу кількість зібраного сміття за 1 секунду тощо.

### 2022
В 2022 році рух «Let's Do It, Ukraine» взяв участь в сучасній і безпечній акції в форматі онлайн-прибирання. Даний захід мав наступний зміст: як і матеріальні забруднювачі, цифрові програми та файли також створюють відходи, а саме невикористані, застарілі й непотрібні програми, файли і навіть вебсторінки. Під час Всесвітнього дня прибирання 53338 учасників цифрового прибирання разом очистили свої гаджети від 1507164 Гб цифрових відходів. Завдяки цим заходам вдалося вберегти довкілля від 376,791 тонни викидів в атмосферу CO2 та використання 753582 кВт/год. енергії на рік. 

### 2023
З 18 березня по 22 квітня 2023 року, з нагоди Дня Землі тривала міжнародна акція цифрового прибирання «Digital Cleanup». Учасники «Let's Do It, Ukraine», які долучилися до участі в акції, діяли цілеспрямовано та згуртовано з онлайн-прибирання мережі, враховуючи наступне:
- кожен спам-лист викидає в атмосферу приблизно 0,3 грама CO2, а під час відправлення мільярда спам-листів виділяється стільки ж парникових газів, як від роботи 3 мільйонів автомобілів;
- кожному користувачеві було рекомендовано мати принаймні 1 Гб вільного простору, щоб забезпечити належне функціонування системи;
- такі програми, як Messenger та Telegram не лише займають значне місце, а й зберігають всю історію розмов, спам, рекламу тощо, а все це також утворює відходи;
- Google щодня використовує 15616 МВт/год. енергії — це більше, ніж виробляє дамба Гувера, яка може забезпечити живлення мільйона споживачів на день;
- за рахунок енергії, яка використовується для потокового відео (у середньому 2 години на добу), можна проїхати за допомогою електричного скутера на відстань до 3000 км на рік;
- на використання Інтернету припадає 3,7 % глобальних викидів, що еквівалентно всьому світовому повітряному транспорту[19].

## Нагороди
- Національний Реєстр Рекордів України — «Наймасовіше прибирання»[20].